# Trịnh Lệ
Trịnh Lệ (chữ Hán: 鄭棣, ? - ?), là Vương thân họ Trịnh dưới triều Lê Trung Hưng trong lịch sử Việt Nam.
Trịnh Lệ là con trai thứ hai của đức Nghị Tổ Ân vương Trịnh Doanh, mẹ là bà Dương thị. Sử sách mô tả ông là người sáng suốt, có cơ mưu và trí khôn. Khi Trịnh Doanh còn sinh thời, Trịnh Lệ được phong tước Thụy quận công, đã có ý giành ngôi của huynh trưởng là Trịnh Sâm, nhưng rốt cục bất thành. Đầu năm 1767, Trịnh Doanh mất, Trịnh Sâm lên nối ngôi. Trịnh Lệ vốn có ý bất mãn, bèn cùng với gia thần là Phạm Huy Cơ, Tiến sĩ khoa Đinh Sửu (1757) bàn kế làm phản, lại mời thêm bọn Dương Trọng Khiêm (đỗ Tiến sĩ khoa Giáp Tuất 1754) và Nguyễn Huy Bá (đỗ Hương cống), hẹn đến ngày 24 tháng 9 nhuận (ÂL) thì khởi sự. Tuy nhiên Trọng Khiêm lại sợ rằng việc không thành, sẽ bị vạ lây, bèn lẻn lút đem công việc đến cáo tố với Nội giám Phạm Huy Đĩnh, Huy Đĩnh đem báo cáo với Sâm. Sâm lập tức hạ lệnh cho bầy tôi hội hợp tra tấn. Huy Cơ tự biết không thể nào thoát nạn, tự ra nhận tội, phải luận vào tội xử trảm, còn Lệ thì bị bắt giam vào ngục.
Sau liên tiếp những biến cố, đến cuối năm 1782, con trai lớn của Trịnh Sâm là Trịnh Tông được nối ngôi Chúa. Mẹ Trịnh Tông là Thái phi Dương Thị Ngọc Hoan, em gái của mẹ Trịnh Lệ; vì thế ông được thả ra ngoài. Ít lâu sau, kiêu binh nổi loạn, quận Thụy hợp mưu với bọn này định cướp ngôi. Việc bị lộ, nhưng Trịnh Lệ được Dương Thái phi xin cho nên không hề gì.
Năm 1786, quân Tây Sơn lấy danh nghĩa phù Lê diệt Trịnh kéo ra Bắc Hà, chính quyền Chúa Trịnh bị tiêu diệt. Trịnh Lệ chạy trốn đến huyện Văn Giang, cùng với Thần Trung hầu Trương Tuân tự ý lẻn lút chiêu tập binh mã, để đợi cơ hội sơ hở là nổi dậy. Sau khi Tây Sơn rút rồi, Trịnh Lệ bèn cùng Trương Tuân đem quân qua đò Thanh Trì, đến cung Tây Luông. Dương Trọng Khiêm cũng đem hương binh đến
họp, cùng nhau ủng hộ Trịnh Lệ vào phủ đường họ Trịnh, đương đêm, đánh trống trên lầu hội hợp trăm quan để lập Trịnh Lệ lên nối ngôi Chúa, nhưng vì vội vàng, nên các quan không ai đến cả.
Thần Trung hầu vào yết kiến nhà vua, lời lẽ vô cùng ngạo mạn, đòi phải phong cho Trịnh Lệ làm Chúa. Bọn Tứ Xuyên hầu Phan Lê Phiên vốn không phục Trịnh Lệ, nên gửi thư nói chưa có sắc mạng của nhà vua, không dám tự tiện vào gặp. Dương Trọng Khiêm bèn viết biểu tâu bày, nhà vua không theo. Trọng Khiêm xé tờ chiếu trước mặt sứ giả, rồi cùng Trịnh Lệ định mưu muốn hợp tập quân chúng để làm sự biến động.
Lúc đó con của đức Dụ Tổ Thuận vương là quận Côn Trịnh Bồng cũng đã khởi binh, dâng biểu vào triều với lời lẽ nhún nhường. Lê Chiêu Thống bèn hạ chiếu triệu Trịnh Bồng. Bầy tôi trong triều thấy công việc của bọn Trọng Khiêm làm không thuận theo lẽ phải, nên đều bỏ Trịnh Lệ mà về với Trịnh Bồng. Khi đó bọn Trọng Khiêm thất kinh, mới chịu nhũn nhặn hứa với nhà vua sẽ vào lạy mừng, nhà vua đồng ý và sai quân mai phục trong điện để bắt gọn một mẻ. Nhưng Trịnh Lệ cũng có ý nghi ngờ, nên không tới.
Khi Trịnh Bồng về đến cầu Nhân Mục, Trịnh Lệ sai Trương Tuân và Trọng Khiêm đem quân chống cự. Trọng Khiêm nghĩ việc tố giác trước kia, sợ Trịnh Lệ trả thù, bèn sai Nguyễn Mậu Nễ tới chỗ quận Côn xin hàng. Việc này, Trương Tuân không biết gì cả. Khi Trịnh Bồng đi gần đến kinh thành, Trương Tuân thấy đường đằng trước đều là quân của Trọng Khiêm, nên quân của Trương Tuân bèn đỗ vỡ lung tung. Tuân liền đưa quận Thụy chạy lên vùng Bắc. Sau không rõ kết cục của Trịnh Lệ.